# Paulo Amotun Lokoro
Paulo Amotun Lokoro (nacido en 1992) es un atleta de pista y campo sursudanés, que vive como refugiado y entrena en Kenia.

## Vida personal
Era ganadero en el sur de Sudán, cuando huyó de su hogar hacia Kenia en 2006 para escapar de la segunda guerra civil sudanesa.

## Carrera deportiva
Viviendo en un campo de refugiados, se destacó en los deportes escolares. Obtuvo un lugar en el equipo de refugiados que entrena en la capital keniana, Nairobi, en la Fundación de Tegla Loroupe, corredora que posee récords mundiales.

### Río de Janeiro 2016
Representó al Equipo Olímpico de Atletas Refugiados, que compitió bajo la bandera olímpica en los Juegos Olímpicos de Río de Janeiro 2016 (Brasil). Tras ser seleccionado por el Comité Olímpico Internacional (COI) y el Alto Comisionado de las Naciones Unidas para los Refugiados (ACNUR), compitió en el evento de 1500 metros, quedando en el undécimo lugar de su ronda, con un tiempo de 4:03.96.

### Años posteriores
Participó en el evento de 4 x 800 metros de los Relevos Mundiales 2017 en Nasáu (Bahamas), representando al equipo de Atletas Refugiados, quedando en séptimo lugar con un tiempo de 8:12.57. Volvió a competir para el equipo de refugiados en los Juegos Asiáticos Bajo Techo y de Artes Marciales de 2017, realizados en Asjabad, Turkmenistán. Allí participó en el evento de 1500 metros sin poder finalizar.